# Кашув (Мазовецьке воєводство)
Кашув (пол. Kaszów) — село в Польщі, у гміні Стара Блотниця Білобжезького повіту Мазовецького воєводства.
Населення — 232 особи (2011).
У 1975-1998 роках село належало до Радомського воєводства.

## Демографія
Демографічна структура станом на 31 березня 2011 року:
|          | Загалом | Допрацездатний вік | Працездатний вік | Постпрацездатний вік |
| -------- | ------- | ------------------ | ---------------- | -------------------- |
| Чоловіки | 115     | 30                 | 78               | 7                    |
| Жінки    | 117     | 25                 | 68               | 24                   |
| Разом    | 232     | 55                 | 146              | 31                   |